# الزبية (ذي السفال)

تعديل مصدري - تعديل

الزبية محلة تابعة لقرية العسكر، التابعة لعزلة السيف بمديرية ذي السفال إحدى مديريات محافظة إب في الجمهورية اليمنية، بلغ تعداد سكانها 150 حسب تعداد اليمن لعام 2004.